# Секунд (епископ Асти)
Секунд (лат. Secundus; VI век) — епископ Асти во второй половине VI века.

## Биография
О епископе Секунде известно только из агиографических источников. Насколько достоверны содержащиеся в них свидетельства, неизвестны. Секунд отсутствует в наиболее раннем из списков глав Астийской епархии, составленном в 1605 году по приказу епископа Дж. С. Айяццы.
В агиографических сочинениях сообщается, что епископ Секунд возглавил Астийскую епархию вскоре после завоевания Апеннинского полуострова лангобардами. В составленных в XVII—XVIII веках списках местных епископов в качестве его ближайших предшественников упоминаются Руф (в 571 году), Евсевий (в 533 году) и Ландульф (в 491 году), но все свидетельства о них недостоверны. Предшествовавшим Секунду реально существовавшим епископом города Асти считается живший в середине V века Майоран.
Епископ Секунд упоминается как иерарх, отстаивавший интересы своих прихожан из числа ортодоксальных христиан от притеснений исповедовавших арианство лангобардских правителей Асти. Сообщается, что по повелению своего митрополита, архиепископа Милана Лаврентия II, Секунд содействовал королеве Теоделинде в обращении в ортодоксию её мужа, лангобардского короля Агилульфа. Предполагается, что некоторые факты из биографии епископа Секунда стали впоследствии приписываться его тёзке, святому покровителю города Секунду Астийскому.
Возможно, что Секунд был ещё жив в конце 590-х годов. В некоторых списках епископов Асти ближайшими преемниками Секунда называются Пётр и Пастор II, но эти свидетельства ошибочны. Следующим после Секунда достоверно существовавшим главой Астийской епархии был живший век спустя епископ Бененат.